# Frédéric Dupetit-Méré
Pierre-Frédéric Dupetit-Méré, né le 16 novembre 1785 à Paris où il est mort le 4 juillet 1827, est un dramaturge français.

## Biographie

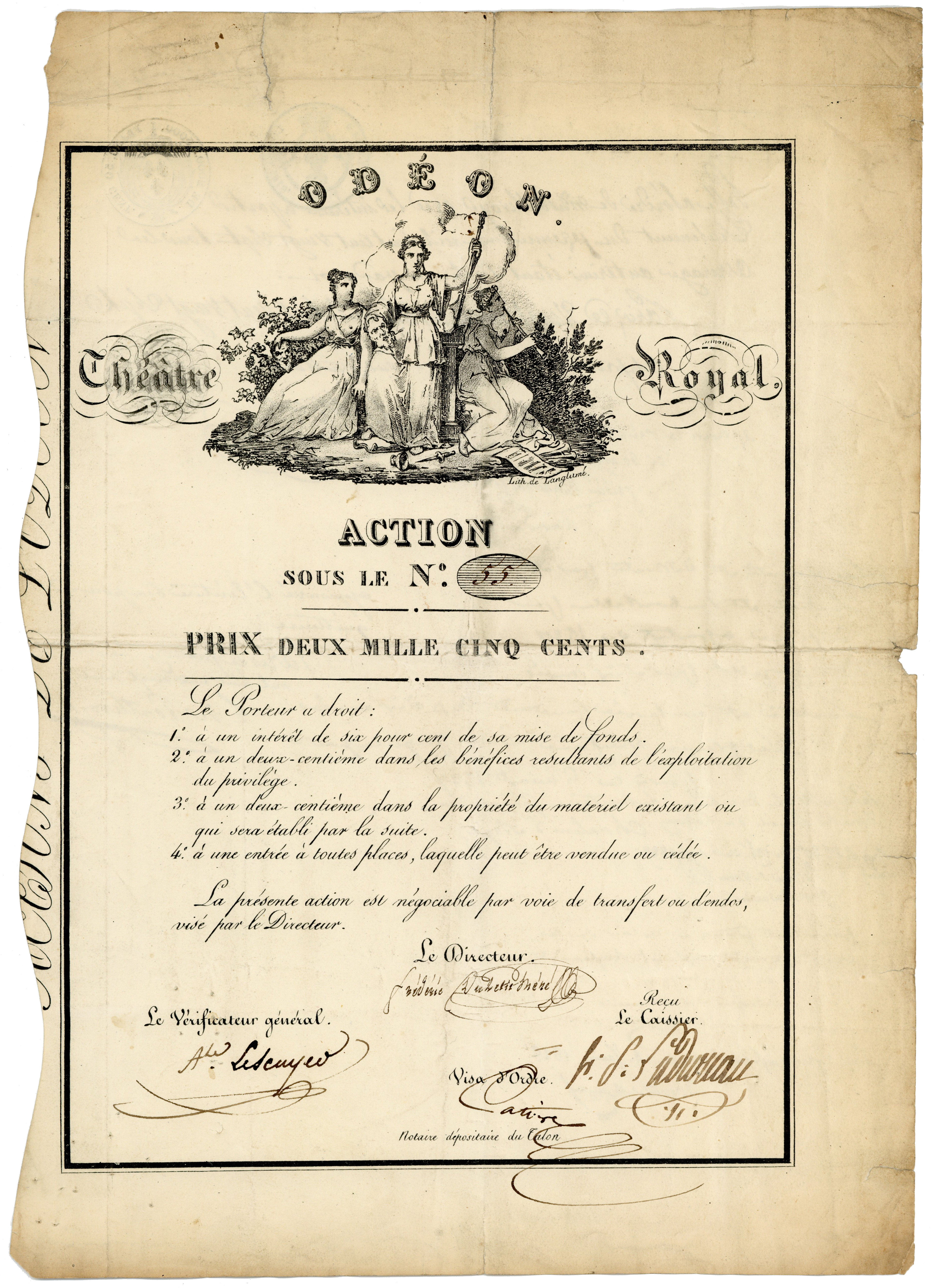
Action de l'Odéon Théâtre Royal, émise le 27 avril 1827, signée en original par le dramaturge Frédéric du Petit-Méré en tant que directeur (de février 1826 jusqu'à sa mort le 4 juillet 1827)

Dupetit-Méré a fait représenter, parfois sous le nom de Frédéric ou parfois sous celui de Monkey, soit seul, soit en collaboration avec Ducange, Michel-Nicolas Balisson de Rougemont, Nicolas Brazier et d’autres, un grand nombre de pièces, mélodrames historiques et héroïques, vaudevilles et féeries, qui presque toutes ont été publiées sous le nom de « Frédéric ».
C'est dans le bureau directorial du théâtre de l'Odéon où il avait succédé à Bernard, qu'il mourut d'une attaque d'apoplexie à l'âge de 41 ans. Il fut enterré au cimetière du Montparnasse (10ème division).
Son fils Félix-Frédéric mort en février 1852, avait été comédien avant de devenir copiste de musique à l'Opéra de Paris après la mort de son père.

## Théâtre
- Le Vieux Poète, vaudeville en un acte, Paris, 16 novembre 1804.
- L’Amant rival, comédie-vaudeville, en 1 acte, avec Pelletier, Paris, Théâtre des Jeunes-Artistes, 19 mai 1805.
- La Femme à trois visages, ou les Condottiéris, mélodrame en 3 actes, avec Eugène Cantiran de Boirie, Paris, Théâtre de l'Ambigu-Comique, 9 octobre 1805.
- Le Vainqueur d’Austerlitz, ou le Retour du héros, divertissement, pièce à grand spectacle, avec Pelletier, Paris, Théâtre de Molière, 2 février 1806.
- La Famille vénitienne, ou le Château d’Orsenno, mélodrame en 3 actes, à grand spectacle, Paris, Théâtre des Jeunes-Artistes, 7 mai 1806.
- M. Rikiki, ou le Voyage à Sceaux, vaudeville en 1 acte, avec Roset, Paris, Théâtre des Jeunes-Artistes, 24 mai 1806.
- Le Génie des isles noires, ou Quiribirini, mélodrame féerie en 3 actes, à grand spectacle, Paris, Nouveaux-Troubadours, 10 juillet 1806.
- La Forêt d’Edimbourg, ou les Écossais, mélodrame en 3 actes, Paris, Théâtre de la Gaîté, 6 août 1806.
- La Chaumière du Mont-Jura, ou les Bûcherons suisses, mélodrame en 3 actes, en prose et à grand spectacle, Paris, Théâtre de la Gaîté, 27 août 1806.
- L’Aveugle du Tyrol, mélodrame en 3 actes, à grand spectacle, Paris, Théâtre de la Gaîté, 16 mars 1807.
- Les Petits Troubadours, mélodrame en 3 actes, à spectacle, mêlé de chant, Paris, Théâtre des Nouveaux-Troubadours, 28 juillet 1807.
- La Queue de lapin, mélodrame-arlequinade-féerie-comique en 3 actes, à grand spectacle, Paris, Théâtre de la Gaîté, 21 novembre 1807.
- La Famille des jobards, ou les Trois cousins, vaudeville en 1 acte, avec Eugène Cantiran de Boirie, Paris, Théâtre de la Gaîté, 9 mai 1808.
- La Bataille de Pultassa, mélodrame historique en 3 actes, avec Eugène Cantiran de Boirie, Paris, Théâtre de l’Ambigu-Comique, 1er septembre 1808.
- La Famille des malins, vaudeville grivois en un acte, avec Nicolas Brazier, Paris, Théâtre de la Gaîté, 15 décembre 1808.
- L’Homme de la Forêt noire, mélodrame en 3 actes, à grand spectacle, avec Eugène Cantiran de Boirie, Paris, Théâtre de la Gaîté, 16 mars 1809.
- Les Albinos vivants, folie en un acte, Paris, Théâtre de la Gaîté, 9 mai 1809.
- L’Isle des mariages, ou les Filles en loterie, mélodrame-comique en 3 actes, à grand spectacle, avec Alexandre Bernos, Paris, Théâtre de la Gaîté, 22 novembre 1809.
- Le Lion de Florence, ou l’Héroïsme maternel, tableaux historiques en deux actions, Paris, Théâtre de la Salle des Jeux-Gymniques, 28 février 1810.
- La Tête rouge, ou le Mandrin du Nord, tableaux historiques en 2 actions et à grand spectacle, avec un prologue en prose, Paris, Théâtre de la Salle des Jeux-Gymniques, 15 mai 1810.
- Soubakoff, ou la Révolte des Cosaques, scènes pantomimes équestres en 3 parties, à grand spectacle, Paris, Cirque-Olympique, 9 juin 1810.
- La Roche du diable, scènes-féeries dans le genre italien, en 3 parties et à grand spectacle, Paris, Théâtre des Jeux-Forains, 23 octobre 1810.
- Le Sabot miraculeux, ou l’Île des nains, scènes-féeries en 3 parties, à grand spectacle, Paris, Théâtre des Jeux-Forains, 8 janvier 1811.
- Le Grand Justicier, ou la Conjuration aragonaise, mélodrame en 3 actes, Paris, Théâtre de la Gaîté, 12 mars 1811.
- Les Cosaques, ou le Fort du Niéper, tableaux en 3 actions, à grand spectacle, Paris, Théâtre de la Salle des Jeux-Gymniques, 13 mai 1811.
- Le Petit Poucet, ou l’Ogre de la montagne de fer, conte de Charles Perrault mis en action, scènes en 3 parties, Paris, Théâtre des Jeux-Forains, 20 juillet 1811.
- La Fille-tambour, scène en 3 parties, à grand spectacle, avec Pierre-Joseph Charrin, Paris, Théâtre Montansier, 1er octobre 1811.
- Le Berceau d’Arlequin, jeux florains en 50 scènes, Paris, Théâtre des Jeux-Forains, 10 février 1812.
- Le Maréchal de Luxembourg, mélodrame en 3 actes, à grand spectacle, avec Eugène Cantiran de Boirie, Paris, Théâtre de la Gaîté, 26 septembre 1812.
- Les Bédouins, ou la Tribu du Mont-Liban, pantomime en 3 actes, à grand spectacle, Paris, Cirque-Olympique, 10 avril 1813.
- Le Fils banni, mélodrame en 3 actes et à grand spectacle, Paris, Théâtre de l’Ambigu-Comique, 12 janvier 1815.
- Le Pic terrible, ou la Pauvre mère, pantomime en 3 actes, Paris, Cirque-Olympique, 26 avril 1815.
- Jean-Bart, ou le Voyage en Pologne, mélodrame en 3 actes, à grand spectacle, musique Alexandre Piccinni, Paris, Théâtre de la Porte-Saint-Martin, 5 août 1815.
- La Grotte de Fingal, ou le Soldat mystérieux, mélodrame à grand spectacle, en 3 actes, avec Aimé Desprez, musique Alexandre Piccinni, Paris, Théâtre de la Porte Saint-Martin, 30 septembre 1815.
- La Famille d’Anglade, ou le Vol, mélodrame en 3 actes, à grand spectacle, tiré des causes célèbres, avec Fournier, Paris, Théâtre de la Porte Saint-Martin, 11 janvier 1816.
- La Vallée du torrent, ou l’Orphelin et le meurtrier, mélodrame en 3 actes, à grand spectacle, Paris, Théâtre de la Porte Saint-Martin, 29 mai 1816.
- Aureng-Zeb, ou la Famille indienne, mélodrame en 3 actes, musique Alexandre Piccinni, Paris, Théâtre de la Porte Saint-Martin, 27 février 1817.
- Daniel, ou la Fosse aux lions, pantomime dialoguée en 3 actes et à spectacle, Paris, Théâtre de la Porte Saint-Martin, 9 juillet 1817.
- La Brouille et le raccommodement, comédie en 1 acte, mêlée de vaudevilles, Paris, Théâtre de la Porte Saint-Martin, 13 novembre 1817.
- Le Maréchal de Villars, ou la Bataille de Denain, mélodrame historique en 3 actes, à grand spectacle, avec Jean-Jacques Duperche, Paris, Théâtre de la Porte Saint-Martin, 27 novembre 1817.
- Le Petit Chaperon Rouge, mélodrame-féerie en 3 actes, en prose, avec Nicolas Brazier, Paris, Théâtre de la Porte Saint-Martin, 28 février 1818.
- La Cabane de Montainard, ou les Auvergnats, mélodrame en 3 actes et à grand spectacle, Victor Ducange, Paris, Théâtre de la Porte Saint-Martin, 26 septembre 1818.
- Sbogar, comédie en 1 acte, mêlée de couplets, avec Michel-Nicolas Balisson de Rougemont et Eugène Cantiran de Boirie, Paris, Théâtre des Variétés, 26 décembre 1818.
- Le Garçon d’honneur, imitation de la Fille d’honneur, en 1 acte et en vaudevilles, Paris, Théâtre de la Porte Saint-Martin, 13 février 1819.
- Lolotte et Fanfan, ou les Flibustiers, pantomime en 3 actes, Paris, 19 mars 1819.
- Le Banc de sable, ou les Naufragés français, mélodrame en 3 actes, en prose et à grand spectacle, avec Eugène Cantiran de Boirie et Jean-Toussaint Merle, Paris, Théâtre de la Porte Saint-Martin, 14 avril 1819.
- Le Mineur d’Aubervald, mélodrame en 3 actes, en prose et à grand spectacle, avec Victor Ducange, Paris, Théâtre de l’Ambigu-Comique, 25 avril 1820.
- La Famille Sirven, ou Voltaire à Castres, avec Jean-Baptiste Dubois, Paris, Théâtre de la Gaîté, 27 juin 1820 Texte en ligne.
- Fanfan la Tulipe, ou En avant ! pièce en 1 acte, mêlée de vaudevilles, avec Jean-Baptiste Dubois, Paris, Théâtre de la Gaîté, 1er août 1820.
- M. Duquignon, comédie en 1 acte, mêlée de couplets, avec Benjamin Antier, Paris, Théâtre de la Porte Saint-Martin, 16 janvier 1821.
- Ismayl et Maryam, ou l’Arabe et la chrétienne, pièce en 3 actes, à grand spectacle, avec Bon Taylor, Paris, Panorama-Dramatique, 14 avril 1821.
- La Sorcière, ou l’Orphelin écossais, mélodrame en 3 actes et en prose, tiré de Walter Scott, avec Victor Ducange, Paris, Théâtre de la Gaîté, 3 mai 1821.
- Anne de Boulen, mélodrame en 3 actes, avec Michel-Nicolas Balisson de Rougemont, Paris, Théâtre de l’Ambigu-Comique, 8 mai 1821.
- Le Bureau des nourrices, folie en 1 acte, mêlée de couplets, avec Gabriel-Alexandre Belle, Paris, Théâtre de la Gaîté, 16 février 1822.
- Paoli, ou les Corses et les Génois, mélodrame en 3 actes, à grand spectacle, avec Auguste Le Poitevin de L'Égreville, Paris, Théâtre de la Gaîté, 26 mars 1822.
- La Fausse Clef, ou les Deux fils, mélodrame en 3 actes, avec Jean-Baptiste Pellissier, Paris, Théâtre de la Gaîté, 22 janvier 1823.
- Barbe-bleue, folie-féerie en 2 actes, précédée d'Un coup de baguette, prologue en 1 acte, avec Nicolas Brazier, Paris, Théâtre de la Gaîté, 24 mai 1823.
- Le Mauvais sujet, comédie en 1 acte, mêlée de couplets, tirée du roman de Léonide, avec Edmond Crosnier, Paris, Théâtre de la Porte Saint-Martin, 4 mars 1824.
- Minuit, ou la Révélation, mélodrame en 3 actes, à spectacle, avec Edmond Crosnier, Paris, Théâtre de la Gaîté, 10 juin 1824.
- Le Mulâtre et l’Africaine, mélodrame en 3 actes, à spectacle, avec Jean-Baptiste Pellissier, Paris, Théâtre de la Gaîté, 14 septembre 1824.
- L’Étrangère, mélodrame en 3 actes, tiré du roman de Charles-Victor Prévost d'Arlincourt, avec Edmond Crosnier, Paris, Théâtre de la Gaîté, 26 avril 1825.
- Sapajou, ou le Naufrage des singes, folie en 2 actes, mêlée de pantomime et de danse, Paris, Théâtre de la Gaîté, 3 août 1825.
- Le Chemin creux, mélodrame en 3 actes, à grand spectacle, avec Auguste Lepoitevin de L'Égreville et Henry Mourier, Paris, Théâtre de la Gaîté, 22 novembre 1825.
- Le Moulin des étangs, mélodrame en 4 actes, avec Jean-Baptiste Pellissier, Paris, Théâtre de la Gaîté, 28 janvier 1826.
- Louise, drame en 3 actes et en prose, avec Edmond Crosnier, Paris, Théâtre de l'Odéon, 17 janvier 1827.

## Sources
- Gustave Vapereau, Dictionnaire universel des littératures, Paris, Hachette, 1876, p. 678.